# 信桐县
信桐县，中华民国大陆时期旧县名。
桐柏抗日根据地设。1943年由河南省信阳县、桐柏县析置。以两县首字为名。治所在今河南省桐柏县回龙。1945年抗日战争胜利后撤销，仍划归各县。